# Theodor Schneider

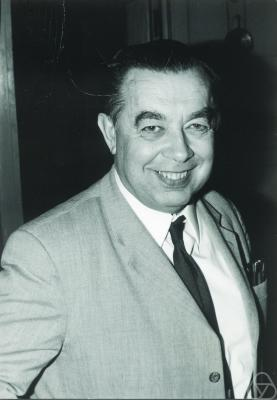
Theodor Schneider 1970

Theodor Schneider (ur. 7 maja 1911 we Frankfurcie nad Menem, zm. 31 października 1988 we Fryburgu Bryzgowijskim) – niemiecki matematyk. Znany głównie z udowodnienia twierdzenia Gelfonda-Schneidera.